# خوان ماريا فرنانديز إي كرون
خوان ماريا فرنانديز إي كرون هو محامي وقسيس بلجيكي، ولد في 24 يونيو 1949 في مدريد في إسبانيا.